# 760年代
| 千纪： | 1千纪                                                                                  |
| 世纪： | 7世纪 \| 8世纪 \| 9世纪                                                                |
| 年代： | 730年代 \| 740年代 \| 750年代 \| 760年代 \| 770年代 \| 780年代 \| 790年代              |
| 年份： | 760年 \| 761年 \| 762年 \| 763年 \| 764年 \| 765年 \| 766年 \| 767年 \| 768年 \| 769年 |

## 大事记
- 762年，黑衣大食自大馬士革遷都巴格達城。
- 763年，安史之乱平定，吐蕃攻入长安十五日，立廣武王李承宏為帝。
- 764年，僕固懷恩叛唐。
- 765年，吐蕃、党項、吐谷渾、回紇入侵唐朝。郭子儀單騎退回紇。
- 767年，同華節度使周智光凶暴抗命，唐代宗命郭子儀擊殺。
- 768年，幽州兵馬使朱希彩殺盧龍節度使李懷仙，唐即任朱希彩為盧龍節度使。法蘭克國王查理曼嗣位。

## 逝世
- 762年，唐玄宗。
- 762年，唐肃宗。
- 762年，李白。
- 768年，矮子丕平。